# 생명자원
생명자원은 2005년부터 대한민국의 과학기술부 혁신본부가 주가되어서 생물다양성, 생물소재 및 생명정보를 통틀어 규정한 용어이다. 이것은 한국의 자원으로서, 생명자원이 점점 귀하게 되어, 정부위주의 국가 중점계획추진안에 따라 국가생물자원정보관리센터에서 정의했다.